# Tewin
Tewin est un village et une paroisse civile du Hertfordshire, en Angleterre. Il est situé dans le centre du comté, entre les villes de Welwyn Garden City, Stevenage et Hertford. Administrativement, il relève du district du East Hertfordshire. Au recensement de 2011, il comptait 1 487 habitants et au recensement de 2021, il comptait 949 habitants.

## Étymologie
Le nom du village est attesté sous la forme Tiwingum entre 944 et 946, ce qui suggère une étymologie fondée sur un nom de personne (*Tīwa) auquel est accolé le suffixe vieil-anglais -ingas qui désigne la famille ou l'entourage de cet homme, et par extension l'endroit où ils vivent. Dans le Domesday Book, compilé en 1086, Tewin figure sous le nom Teuuinge.